# Smith Island (Maryland)
Smith Island es un lugar designado por el censo ubicado en el condado de Somerset en el estado estadounidense de Maryland. En el Censo de 2010 tenía una población de 276 habitantes y una densidad poblacional de 11,61 personas por km².

## Geografía
Smith Island se encuentra ubicado en las coordenadas 37°58′38″N 76°1′44″O / 37.97722, -76.02889. Según la Oficina del Censo de los Estados Unidos, Smith Island tiene una superficie total de 23.77 km², de la cual 11.26 km² corresponden a tierra firme y (52.61%) 12.5 km² es agua.

## Demografía
Según el censo de 2010, había 276 personas residiendo en Smith Island. La densidad de población era de 11,61 hab./km². De los 276 habitantes, Smith Island estaba compuesto por el 96.38% blancos, el 2.17% eran afroamericanos, el 0% eran amerindios, el 0.72% eran asiáticos, el 0% eran isleños del Pacífico, el 0% eran de otras razas y el 0.72% pertenecían a dos o más razas. Del total de la población el 0.36% eran hispanos o latinos de cualquier raza.